# Aphelandra nitida
Aphelandra nitida är en akantusväxtart som beskrevs av Christian Gottfried Daniel Nees von Esenbeck och Mart.. Aphelandra nitida ingår i släktet Aphelandra och familjen akantusväxter. Inga underarter finns listade i Catalogue of Life.

## Bildgalleri

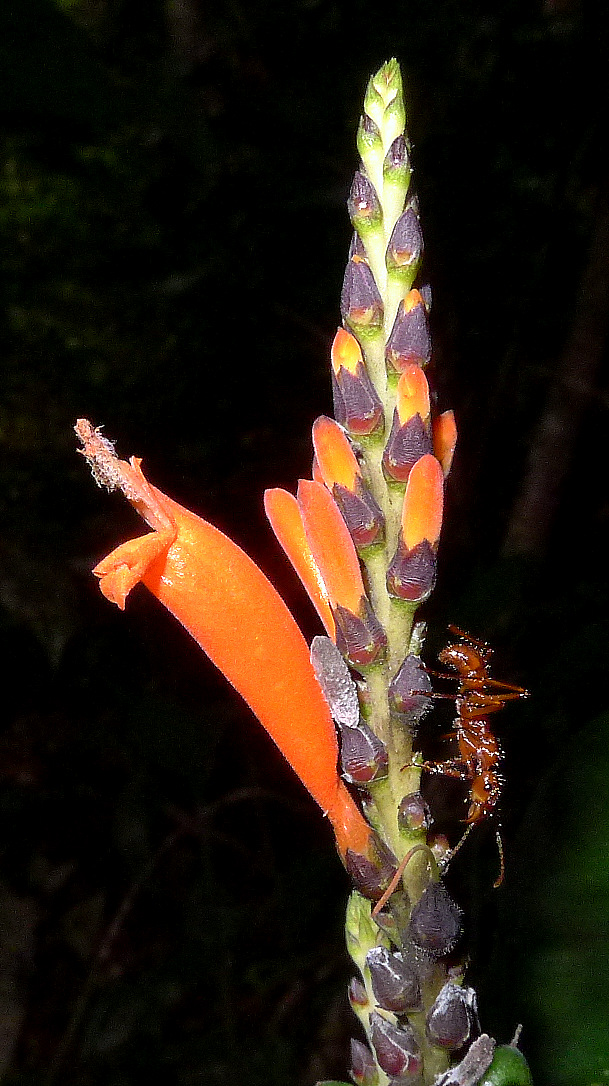
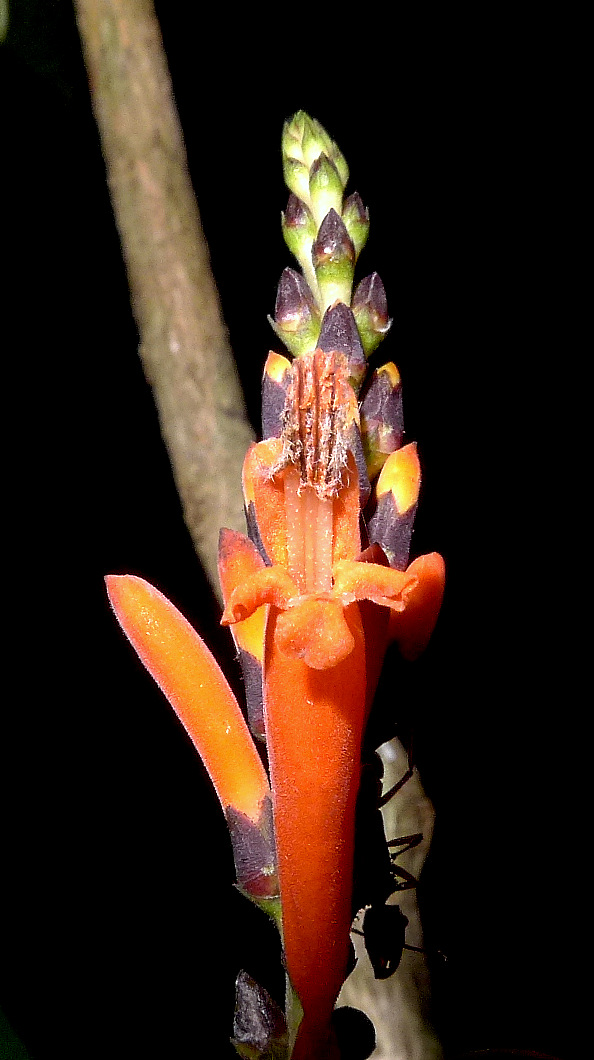
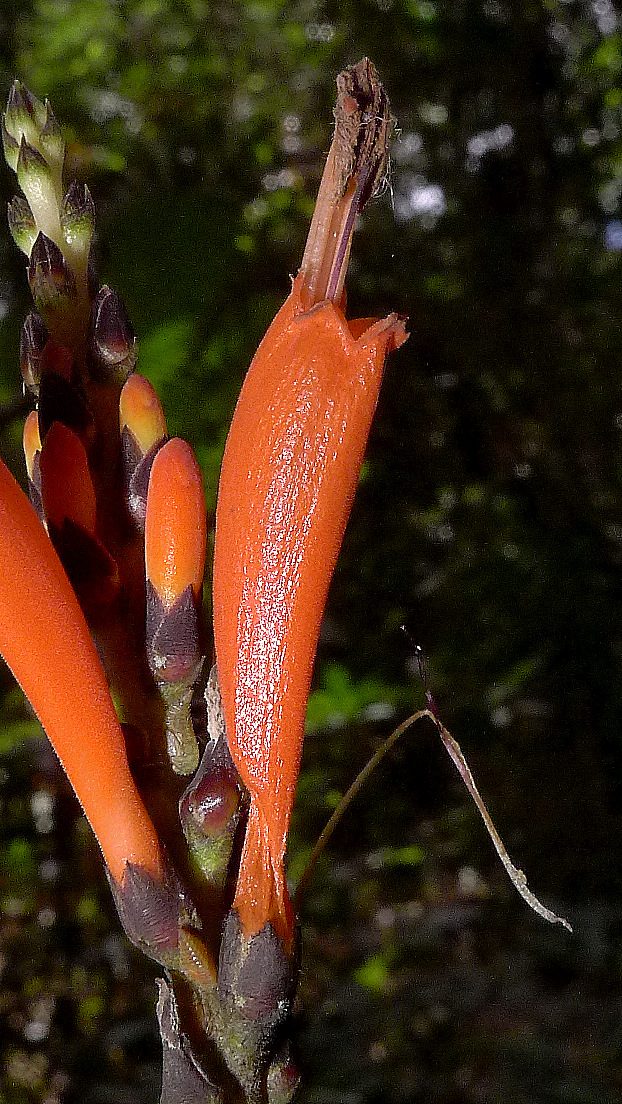
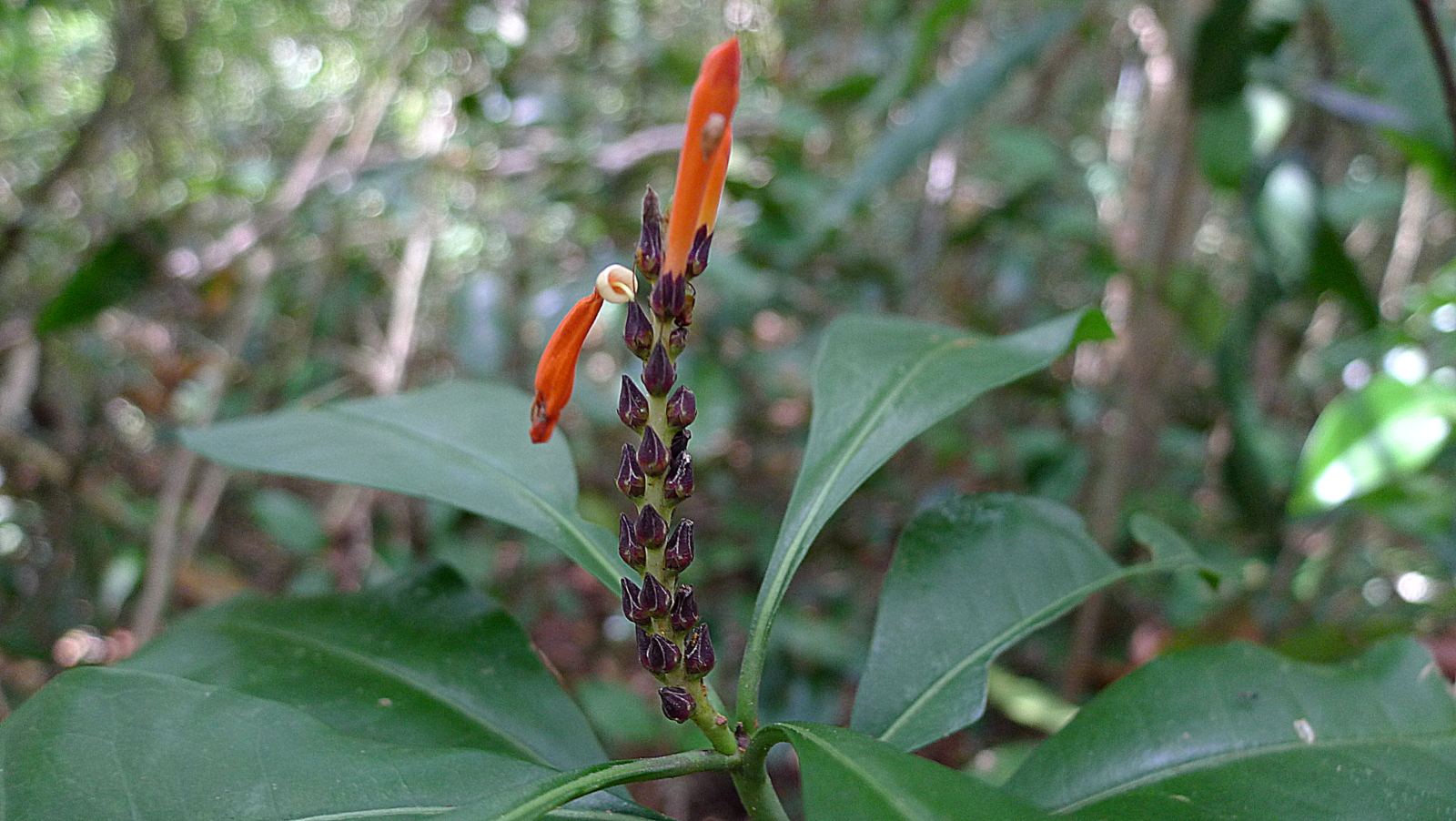
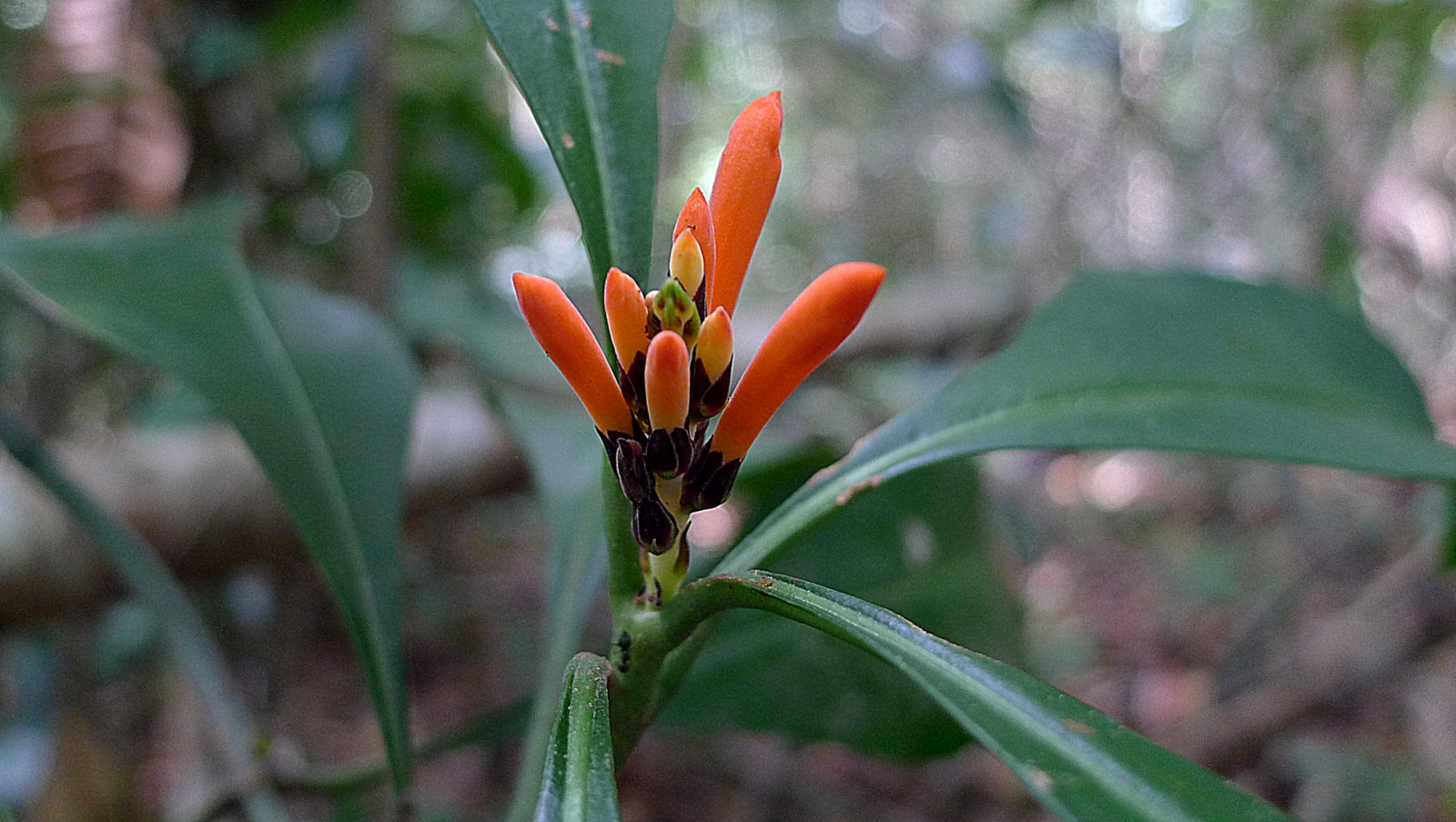
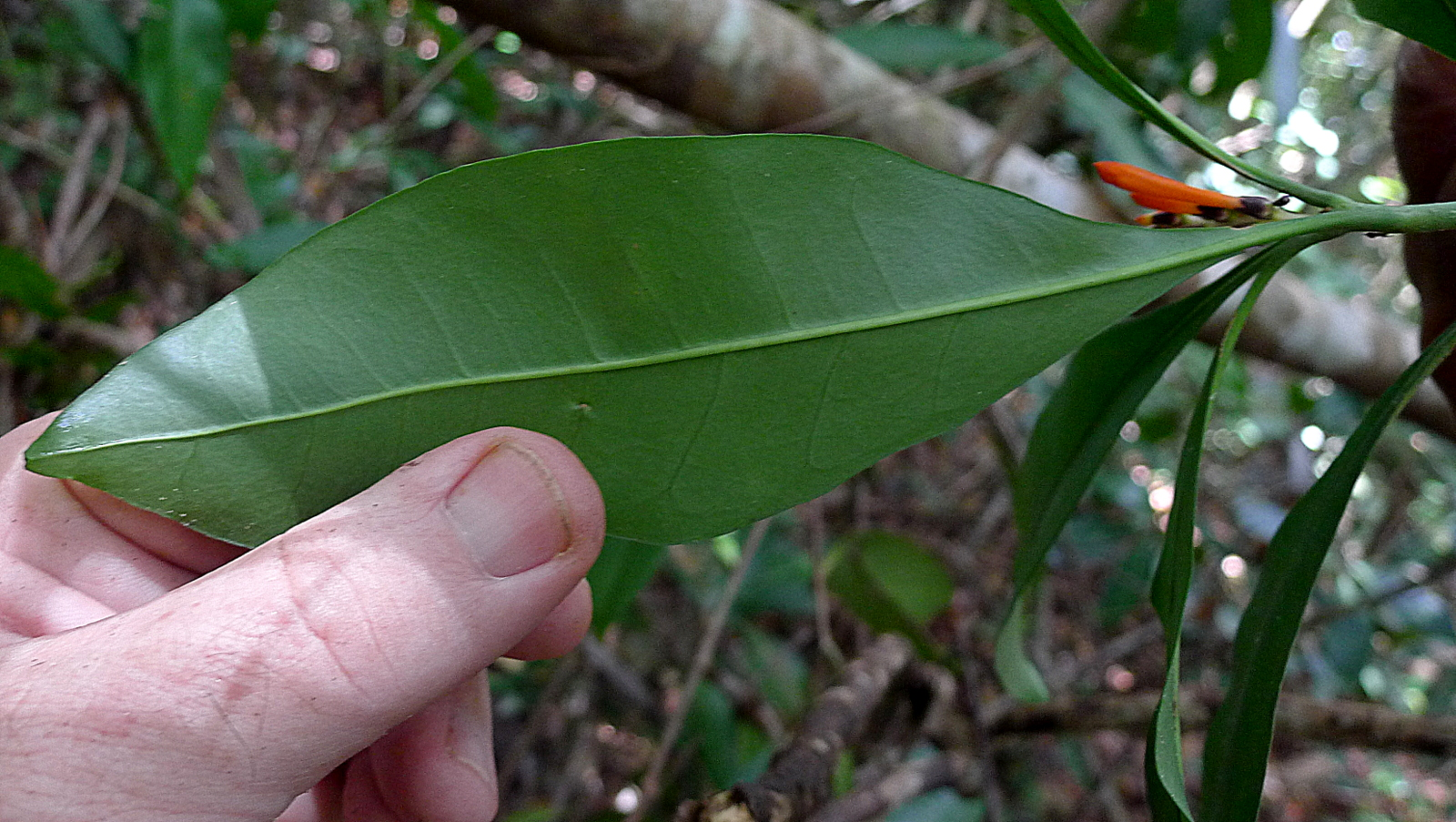